# Округ Брајан (Оклахома)
Округ Брајан (енгл. Bryan County) је округ у америчкој савезној држави Оклахома.

## Демографија
По попису из 2010. године број становника је 42.416, што је 5.882 (16,1%) становника више него 2000. године.
| Група             | 2000.          | 2010.          |
| Белци             | 28.820 (78,9%) | 31.294 (73,8%) |
| Афроамериканци    | 520 (1,4%)     | 652 (1,5%)     |
| Азијати           | 159 (0,4%)     | 217 (0,5%)     |
| Хиспаноамериканци | 967 (2,6%)     | 2.107 (5,0%)   |
| Укупно            | 36.534         | 42.416         |